# Nangpa La
Nangpa La (Chinês simplificado: 囊帕拉山口 também conhecida por Chinês simplificado: 朗喀巴山口) (elevação 5,806m) é uma passagem de alta montanha que cruza os Himalaias e a fronteira da Região Autónoma do Tibete-Nepal a poucos quilómetros a oeste de Cho Oyu e cerca de 30km noroeste do Monte Everest. Um trilho a pé sobre Nangpa La é a rota tradicional de comércio e peregrinação que conecta tibetanos e sherpas de Khumbu. Este foi o local do tiroteio de 2006 em Nangpa La.

## Histórico
A partir desta passagem, a secção Mahalangur dos Himalaias estende-se para o leste, passando por Cho Oyu, Gyachung Kang, Everest, Ama Dablam e Makalu até ao desfiladeiro do rio Arun. Os Himalaias Rolwaling, incluindo Gauri Sankar e Melungtse, elevam-se a oeste e sudoeste da passagem.
Em 1951, o dinamarquês Klaus Becker-Larsen e dois sherpas tentaram o North Col, mas voltaram atrás por causa de uma queda de rochas. Ele tinha equipamento mínimo e nenhuma experiência em montanhismo. Ele pode ter sido o primeiro ocidental a chegar a Nangpa La.
A expedição britânica Cho Oyu de 1952 liderada por Eric Shipton estabeleceu uma base em Lunak abaixo da passagem de Nangpa La. Shipton queria evitar qualquer confronto com as tropas chinesas, mas acabou por concordar com um acampamento próximo a Nangpa La e em enviar um grupo para tentar a primeira travessia da passagem de Nup La, que poderia ser rapidamente retirada se as tropas chinesas fossem avistadas. Mas Ed Hillary, George Lowe e três sherpas cruzaram o Nup La col e depois foram "profundamente no território chinês" como "um casal de estudantes travessos".
Em 2006, guardas fronteiriços chineses da Polícia Armada do Povo (PAP) abriram fogo contra 75 refugiados tibetanos desarmados enquanto atravessavam neve até a cintura no incidente do tiroteio em Nangpa La, matando a freira budista Kelsang Namtso de 17 anos e levando ao desaparecimento de mais 17 refugiados. Apesar de uma tentativa de encobrimento chinês, vários alpinistas estrangeiros nos acampamentos base em Cho Oyu conseguiram filmar e fotografar a situação à medida que se desenrolava e os eventos atraíram ampla condenação internacional quando mostrados ao mundo exterior.